# Николаев, Валерий Михайлович
Валерий Михайлович Николаев (род. 28 сентября 1942, Петропавловск, Казахская ССР) — российский переводчик прозы и драматургии с итальянского языка.

## Биография
Окончил истфак МГУ, получив специальность историка-международника. Сотрудничает с издательствами «АСТ», «Радуга», «Прогресс», «Махаон», «Иностранка», «Россмэн», «Рипол-Классик», «Текст», ИГ «Азбука-Аттикус» и другими, а также с журналами «Новый мир», «Иностранная литература», «Дружба народов», «Современная драматургия», «Сура», «Простор», «Вестник Европы», альманахом «Весь свет» и другими. Член Союза писателей Москвы и русского ПЕН-клуба.